# Peregrinação

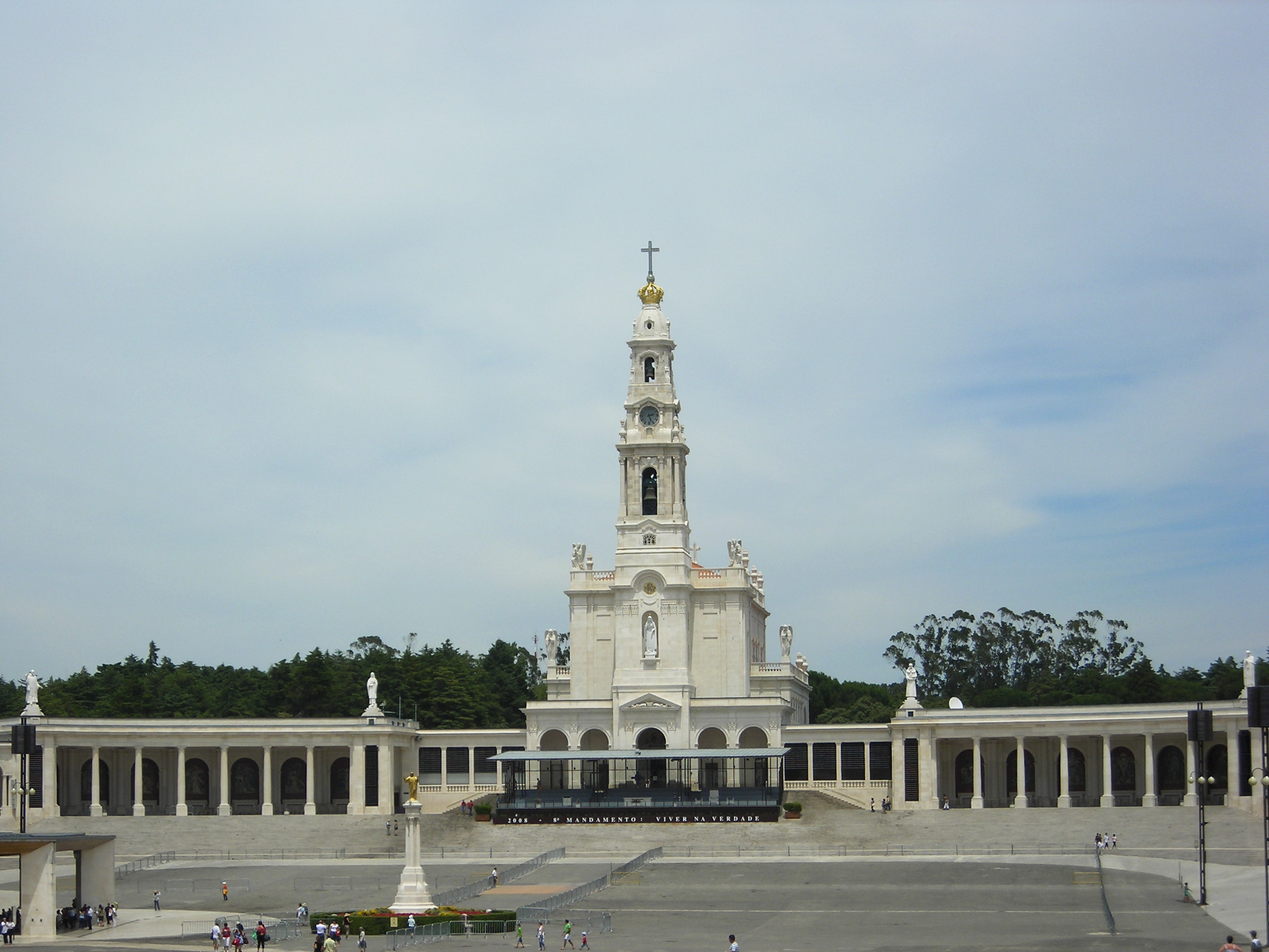
O Santuário de Fátima na Cova da Iria é um dos maiores centros internacionais de peregrinação mariana da Igreja Católica.

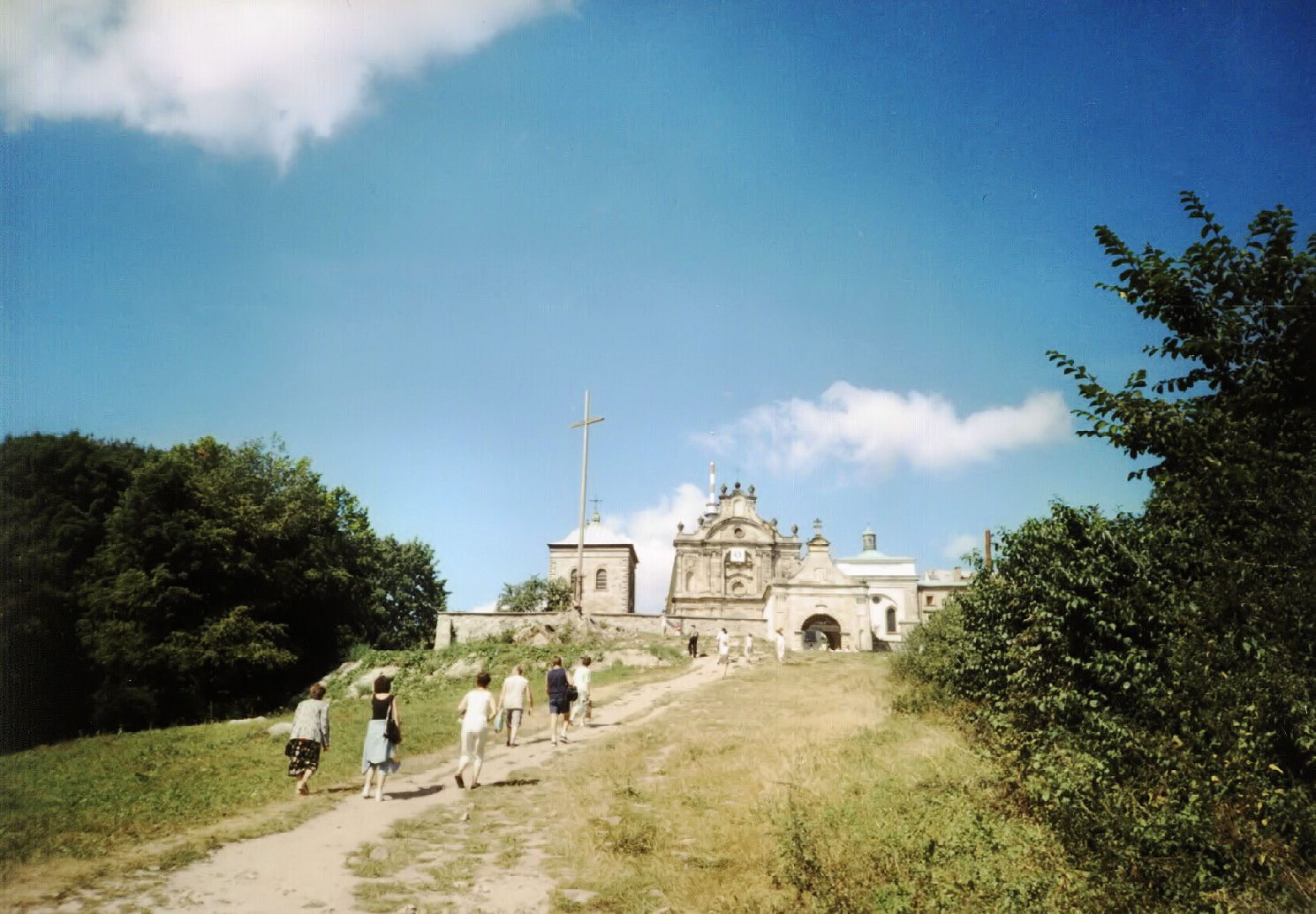
Peregrinos, abadia beneditina Swiety Krzyz.

Uma peregrinação (do latim per agros, isto é, pelos campos) é uma jornada realizada por um devoto de uma dada religião a um lugar considerado sagrado por essa mesma religião.
O termo "Peregrino" aparece em nossa língua na primeira metade do século XIII, para denominar os cristãos que viajavam a Roma ou à Terra Santa (onde atualmente se encontra o Estado de Israel e os Territórios Palestinos) para visitar os lugares sagrados, às vezes como castigo autoimposto com o objetivo de pagar determinados pecados e outras vezes para cumprir penas canônicas. Desses peregrinos surgiria mais tarde a ideia das Cruzadas, enviadas para "reconquistar" os lugares que os cristãos consideravam sagrados e que estavam em poder de povos de outras religiões.
O acto de peregrinar e as peregrinações ocorrem desde os tempos mais remotos, mesmo nos chamados tempos primitivos em que predominavam os costumes ou ritos pagãos. Existem escritos de locais de peregrinação muitas vezes ofuscados pela própria religião cristã, como o caso da Catedral de Santiago de Compostela que pode ter sido construída onde passaria antes uma outra rota mais antiga, a peregrinação a Finisterra (fim-da-terra), à costa Ocidental para ver  o deus Sol a "morrer" no mar e que no dia seguinte ressuscitava no Oriente.
As primeiras peregrinações do Cristianismo datam do início do século IV (quando o Cristianismo foi tornado religio licita), e tinham por destino a Terra Santa (a mais conhecida e a primeira a deixar um relato da peregrinação é a histânica Erétria, muito provavelmente familiar de Teodósio I, imperador romano). Mais tarde, tiveram grande surto devido à pregação de São Jerónimo.
Para peregrinar há que ter em conta que não se trata apenas do acto de caminhar (no caso da peregrinação a pé), ou executar um trajecto com um determinado número de quilómetros; é reconhecido que peregrinar carece caminhar-se motivado "por" ou "para algo".
A peregrinação tem, assim, um sentido e um valor acrescentado que é necessário descobrir a cada pessoa que a executa.

## Definição
Uma peregrinação é uma jornada realizada por um devoto de uma dada religião a um lugar considerado sagrado por essa mesma religião.
As primeiras peregrinações do Cristianismo datam do início do século IV (quando o Cristianismo foi tornado religio licita), e tinham por destino a Terra Santa.
As peregrinações também começaram a desenvolver-se a locais onde estavam enterrados santos, apóstolos, mártires, ou ainda a locais onde se diz ter aparecido a Santíssima Virgem Maria.
Lista dos principais locais de peregrinação do Cristianismo:
- Jerusalém
- Belém
- Nazaré
- Cafarnaum
- Tiberíades
- Jericó
- Hebron

Lista dos principais locais de peregrinação do catolicismo:
- Basílica de São Pedro no Vaticano
- Santuário de Nossa Senhora de Fátima
- Santuário de Nossa Senhora da Paz
- Santuário de Nossa Senhora de Lourdes
- Basílica de Nossa Senhora de Guadalupe
- Catedral de Santiago de Compostela
- Santuário de Cristo Rei
- Santuário da Mãe Soberana
- Santuário do Senhor Santo Cristo dos Milagres
- Santuário de Nossa Senhora do Sameiro
- Santuário do Coração de Jesus em Ermesinde
- Santuário da Beata Alexandrina de Balazar
- Basílica de Santa Teresa de Ávila
- Basílica de Santa Teresinha de Lisieux
- Basílica e Real Santuário Mariano de Nossa Senhora da Candelária
- Catedral Basílica de Nossa Senhora Aparecida
- Santuário do Divino Pai Eterno
- Santuário de Nossa Senhora da Muxima

## História
Peregrinos e a realização de peregrinações são comuns em muitas religiões, incluindo religiões do antigo Egito, Pérsia, no mitraísmo, Índia, China e Japão. Os costumes grego e Romano da consulta aos deuses locais e oráculos, tais como o de Dodona e o de Delfos, são amplamente conhecidos. Na Grécia antiga, as peregrinações podiam ser pessoais ou patrocinadas pelo estado.
No início do período da história hebraica, peregrinos viajaram para Siló, Dan, Betel, e, eventualmente, Jerusalém (os Três Festivais de Peregrinação, uma prática seguida por outras religiões Abraâmicas). Um grupo de peregrinos no início de cristianismo céltico foram os Peregrinari Pro Cristo (Peregrinos de Cristo), ou "brancos mártires", que deixaram suas casas para passear no mundo. Este tipo de peregrinação era uma prática religiosa ascética, com o peregrino deixando a segurança da casa e do clã para um destino desconhecido, confiando totalmente na Providência Divina. Essas viagens, muitas vezes, resultaram na fundação de novas abadias e na propagação do cristianismo entre os pagãos europeus.

## Na atualidade
Muitas religiões ainda são fiéis à peregrinação como uma atividade espiritual. A peregrinação a Meca por exemplo, é um dever obrigatório pelo menos uma vez para cada Muçulmano que é capaz de fazer a viagem. Outras peregrinações, especialmente para os túmulos dos Imames Xiitas ou Sufis santos, também são populares em todo o mundo Islâmico. Como na Idade Média, modernos peregrinos Cristãos podem escolher entre visitar Roma (onde, segundo a tradição cristã, foram martirizados os apóstolos Pedro e Paulo), lugares na Terra Santa ligados à vida de Cristo (como Belém, Jerusalém e o Mar da Galileia). Ou locais católicos associados a santos, visões e milagres, tais como Lourdes, Santiago, Canterbury e Fátima.

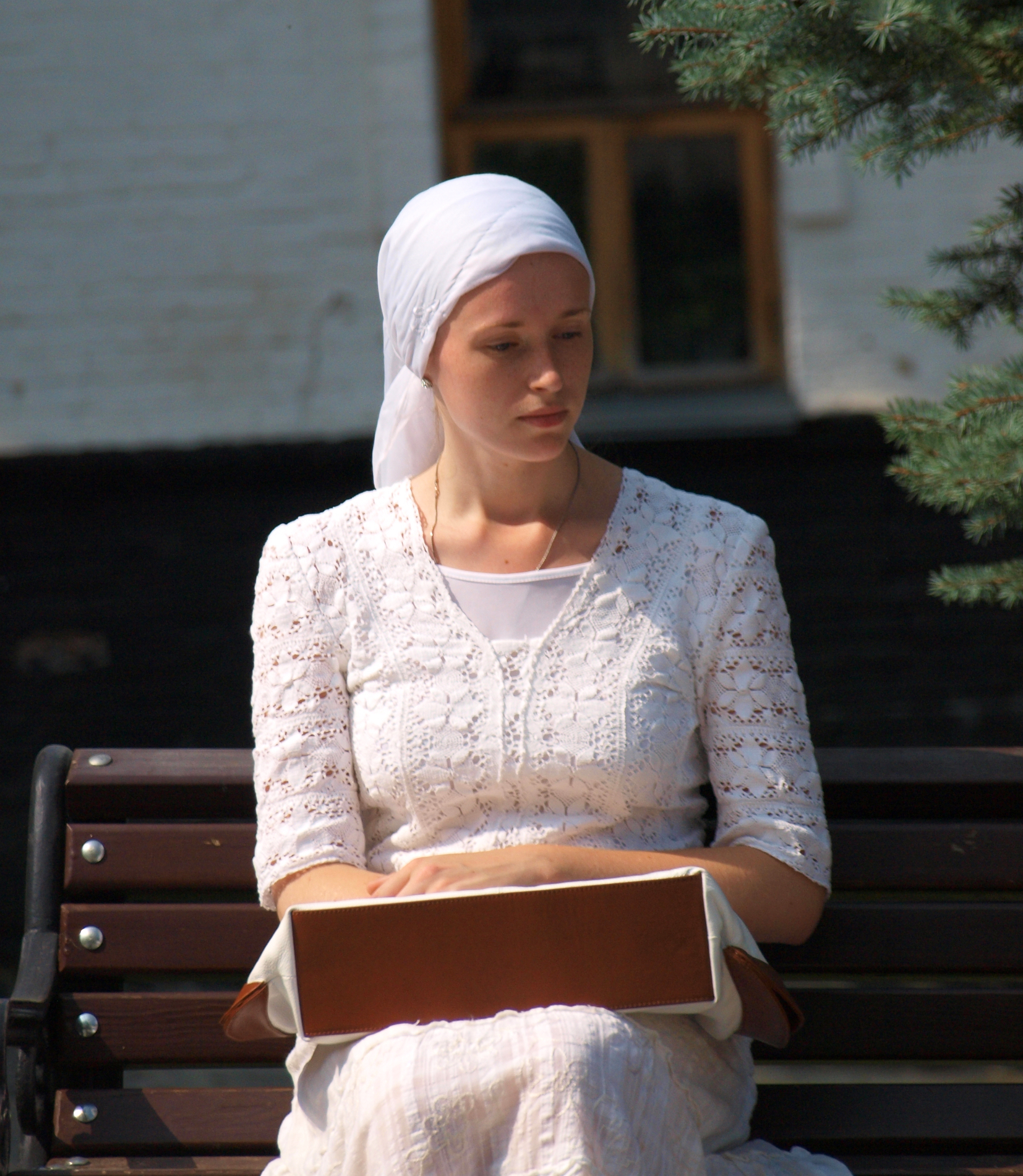
Moderna peregrina cristã Ortodoxa em Kiev Pechersk, na Ucrânia.

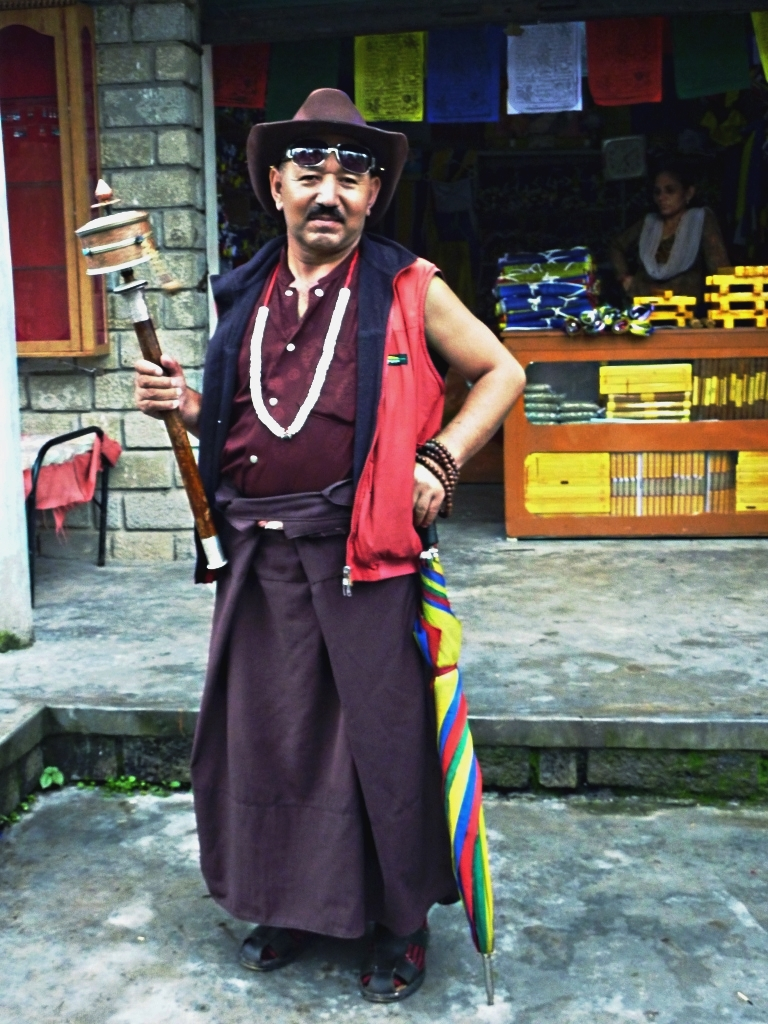
Tibetano peregrino, no lago Rawalsar, em Himachal Pradesh, na Índia.

Lugares de peregrinação Budista do mundo incluem os relacionados com a vida do Buda histórico: o seu suposto local de nascimento e a casa de infância (Lumbini e Kapilavastu, no Nepal) e o lugar da iluminação (Bodh Gaya, no norte da Índia), outros lugares que se acredita que ele tenha visitado e o lugar de sua morte (ou Parinirvana), Kushinagar, na Índia. Outros incluem os muitos templos e mosteiros com as relíquias do Buda ou santos Budistas, tais como o Templo do Dente no Sri Lanka e os inúmeros lugares associados com os professores e os patriarcas das diversas tradições budistas. Destinos hindus de peregrinação podem ser as cidades santas (Varanasi, Badrinath); rios como o Ganges, o Yamuna); montanhas (vários picos do Himalaia são sagrados para ambos, Hindus e Budistas); cavernas (como as cavernas de Batu perto de Kuala Lumpur, na Malásia); templos; festivais, como o Kumbh Mela, em 2001, a maior reunião pública na história; ou os túmulos e lugares de habitação de santos (Alandi, Shirdi).
A partir de 1894, ministros Cristãos, sob a direção de Charles Taze Russell, foram nomeados para viagens a congregações de Estudantes da Bíblia; depois de alguns anos, esses ministros foram, formalmente, designados como "peregrinos", atuando, duas vezes por ano, em uma semana de visitas a cada congregação local. Os peregrinos da International Bible students Association (IBSA) peregrinos foram considerados excelentes oradores. Os proeminentes Estudantes da Bíblia A. H. Macmillan e J. F. Rutherford foram ambos indicados peregrinos antes de integrar o conselho de administração da Watch Tower Bible and Tract Society of Pennsylvania; a IBSA, mais tarde, adotou o nome de Testemunhas de Jeová e renomeou os peregrinos como bispos viajantes.

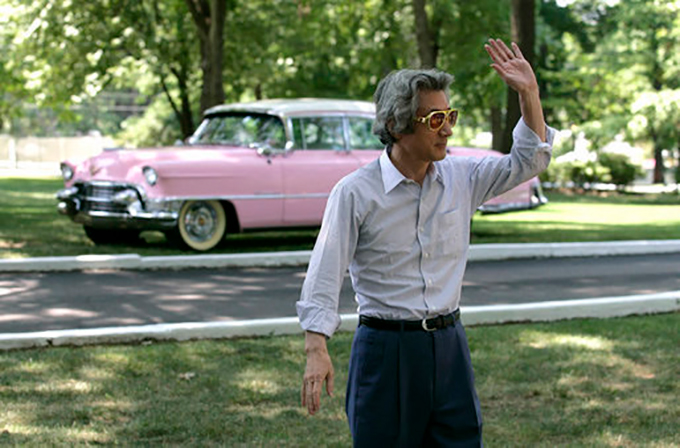
O Primeiro-Ministro japonês Junichiro Koizumi, como muitos fãs de Elvis Presley, visitou Graceland.

Um fenômeno moderno é o centro cultural de peregrinação que, embora envolvendo uma jornada pessoal, é secular na natureza. Destinos para tais peregrinos podem incluir sítios históricos nacionais ou de importância cultural, e podem ser definidos como lugares "de significado cultural: um artista local, o local de um evento fundamental ou um ícone turístico". Um exemplo pode ser um fã de beisebol visitar Cooperstown. Destinos culturais peregrinos incluem o campo de concentração de Auschwitz, o lugar da Batalha de Gettysburg, a casa de Ernest Hemingway ou até mesmo a Disneyland. Peregrinos culturais também pode viajar em rotas de peregrinação religiosa, como os Caminhos de Santiago, com a perspectiva de torná-lo um passeio histórico ou arquitectónico, ao invés de considerá-lo uma experiência religiosa. Sob regimes comunistas, devotos seculares peregrinos visitaram locais como o Mausoléu de Lenin, o Mausoléu de Mao tsé-tung e o local de Nascimento de Karl Marx. Tais visitas eram, por vezes, patrocinados pelo estado. Locais como estes continuam a atrair visitantes. A distinção entre peregrinação e turismo não é, sempre, clara ou rígida. A peregrinação pode, também, referir-se simbolicamente a viagens, em grande parte a pé, para lugares onde a pessoa poderá encontrar a sua salvação pessoal. Nas palavras do aventureiro-autor Jon Krakauer em seu livro Into The Wild, por exemplo, Christopher McCandless foi "um possível peregrino para o Alasca em busca de bem-aventurança espiritual".

## Peregrinos Notáveis
- Brígida da Suécia
- Columba
- Egeria
- Godric de Finchale
- Inácio de Loyola
- Tiago, filho de Zebedeu
- Judá HaLevi
- Junichiro Koizumi
- Margery Kempe
- Mansa Musa
- Mustapha Kartali
- O papa João Paulo II
- Ruslan Gelayev

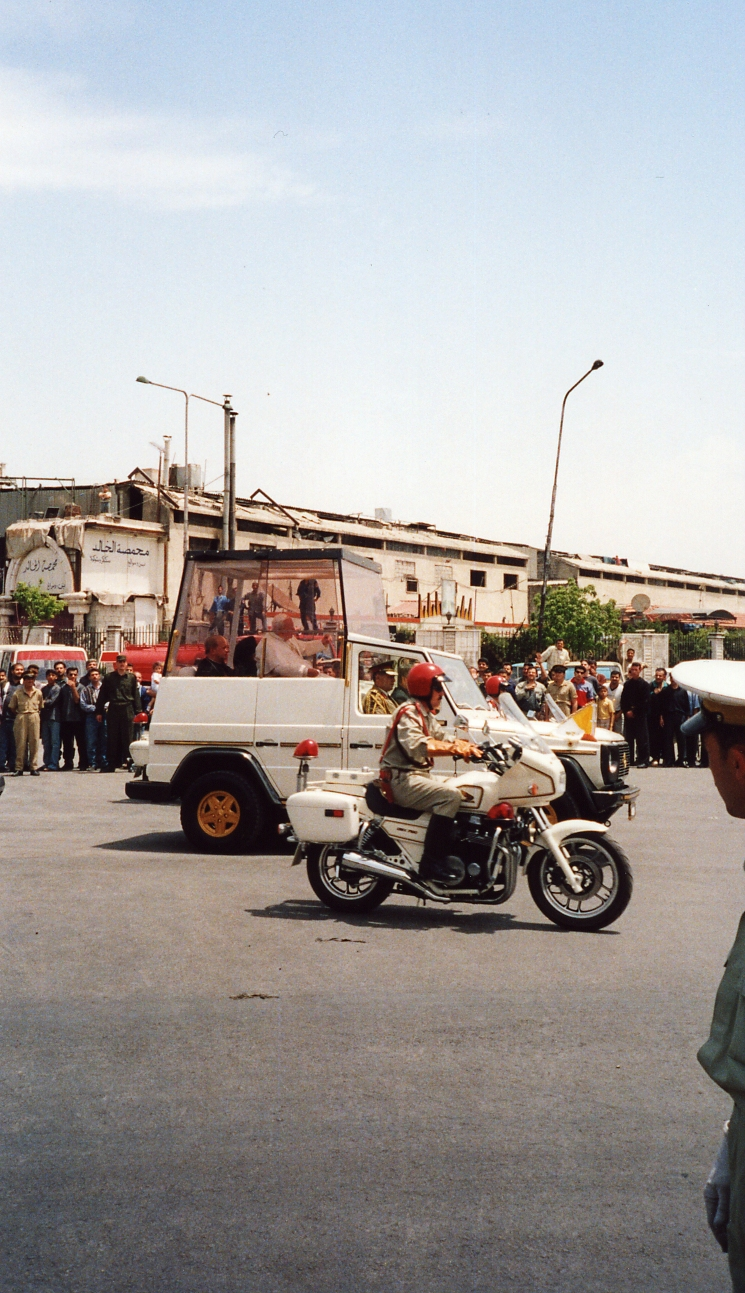
Papa João Paulo II, conhecido como o "papa peregrino" por causa de suas viagens.

- Tenzin Gyatso, o 14º Dalai Lama e Rangjung Rigpe Dorje
- Bento XVI
- Tomé, o Apóstolo
- Bill Porter
- Christopher Jones